# Sources Chrétiennes
Sources Chrétiennes (kort SC, fr. "Kristne kilder") er en tosproglig samling patristiske tekster grundlagt i Lyon i 1943 af Jean Daniélou, Claude Mondésert og Henri de Lubac fra jesuiterordenen. Samlingen udgives af Institut des Sources Chrétiennes og antallet af bind er lidt over 500 (sept. 2009) med tekster på sprogene oldgræsk, latin og færre på syrisk såvel som i fransk oversættelse.
Sources Chrétiennes er også ansvarlig for projektet BIBLINDEX, et online-index over bibelske citater fra den tidlige kristne litteratur.